# Manifeste de Porto Alegre
 (février 2023).
Le Manifeste de Porto Alegre est une proposition pour un changement de société. Écrit au Forum social mondial de 2005, il est sous-titré « douze propositions pour un autre monde possible ». Le manifeste présente un socle d'idées sur lesquelles se sont entendus les signataires du manifeste, et qui se veut un socle minimal sur lequel vont s'entendre les mouvements de l'altermondialisme.

## Les douze propositions
La plupart des propositions développées par les altermondialistes s'y trouvent, parmi lesquelles l'annulation de la dette des pays du Sud, l'instauration de la taxe Tobin, le démantèlement des paradis fiscaux, une organisation du commerce mondial axée sur le commerce équitable plutôt que les règles de l'OMC (qu'ils appellent à démocratiser), l'interdiction des brevets sur l'ADN et la promotion de l'autonomie médiatique, ce qui impose de stopper la concentration actuelle des médias dans des groupes de communication géants.
Le manifeste souligne que les signataires ne se font « aucune illusion sur la volonté réelle des gouvernements et des institutions internationales de mettre en œuvre spontanément ces propositions », et préconise leur mise en œuvre par les acteurs et les mouvements sociaux de tous les pays.
1. Annuler la dette publique
2. Mettre en place des taxes internationales sur les transactions financières
3. Démanteler progressivement toutes les formes de paradis fiscaux
4. Faire du droit à l'emploi une priorité
5. Lutter contre toutes formes de discrimination
6. Prendre des mesures urgentes pour mettre fin au saccage de l’environnement
7. Promouvoir les formes de commerce équitable
8. Garantir le droit à la souveraineté alimentaire
9. Interdire toute forme de brevetage des connaissances et du vivant
10. Garantir le droit à l’information
11. Exiger le démantèlement des bases militaires
12. Réformer et démocratiser en profondeur les organisations internationales

## Analyse des propositions
On distingue dans les propositions plusieurs sujets : 

### Propositions liées à des réformes économiques
- Annuler la dette publique des pays du Sud. L'argumentaire altermondialiste consiste à dire qu'ils l'ont déjà remboursée plusieurs fois via les intérêts, qu'elles ont été souvent contractées par un gouvernement précédent non démocratique afin de maintenir son pouvoir ou qu'elles sont le pendant de la dette écologique ou coloniale.
- Promouvoir le commerce équitable avec un nivellement par le haut des normes sociales telles que consignées dans les conventions de l'OIT. Reconnaître les droits économiques, sociaux et culturels énoncés à la conférence de Vienne de 1993. En particulier, reconnaître le droit à la souveraineté et à la sécurité alimentaire, à l'emploi, à la protection sociale et à la retraite. Remarque : le syndicat confédération paysanne demande que l'agriculture soit exclue totalement des négociations de libéralisation.
- Tirer un bilan exhaustif et indépendant des conséquences des décisions de l'OMC, du FMI et de la Banque mondiale.
- Exclure définitivement les domaines de l'éducation, de la santé, des services sociaux et de la culture des cycles de négociation de l'OMC et proscrire les services publics de l'accord général sur le commerce des services (AGCS) de l'OMC.
- Instaurer des taxes internationales sur les transactions financières, dont la taxe Tobin sur le marché des devises. D'autres variantes existent comme celles sur les investissements étrangers, sur les bénéfices consolidés des transnationales, sur les ventes d'armes ou sur les activités à forte émission de gaz à effet de serre.
- Démanteler les paradis fiscaux afin de contrer les évasions fiscales et le crime financier.
- Interdire toute forme de brevetage du vivant et de privatisation de biens communs de l'humanité, l'eau notamment.

### Liées à la justice et à la paix
- Mettre en place un système international respecté de prévention et règlement des conflits (une sorte de Tribunal pénal international ayant plus de pouvoirs).
- Appliquer la charte des Droits de l'homme contre toute forme de discrimination, de sexisme et de racisme et condamner de manière égale les différents pays qui ne la respectent pas.

### Liées au développement de la démocratie
- Garantir le droit à l'information par des législations mettant fin à la concentration des médias dans des groupes de communication géants, et garantissant l'autonomie des journalistes par rapport aux actionnaires.
- Réformer et démocratiser en profondeur les organisations internationales régies par le consensus de Washington (FMI, Banque mondiale, OMC[1]) et y faire prévaloir les droits humains, économiques, sociaux et culturels, dans le prolongement de la Déclaration universelle des droits de l'homme. Incorporer également ces organisations dans le système et les mécanismes de décision des Nations unies.

## Signataires
Les signataires (appelés le « Groupe des Dix-Neuf ») sont Aminata Traoré, Adolfo Pérez Esquivel, Eduardo Galeano, José Saramago, François Houtart, Boaventura de Sousa Santos, Armand Mattelart, Roberto Savio, Riccardo Petrella, Ignacio Ramonet, Bernard Cassen, Samir Amin, Atilio Boron, Samuel Ruiz Garcia, Tariq Ali, Frei Betto, Emir Sader, Walden Bello, et Immanuel Wallerstein.